# Няганський міський округ
Ня́ганський міський округ (рос. Няганский городской округ) — адміністративна одиниця Ханти-Мансійського автономного округу Російської Федерації.
Адміністративний центр та єдиний населений пункт — місто Нягань.

## Населення
Населення міського округу становить 58201 особа (2018; 54890 у 2010, 52610 у 2002).